# Denizli (prowincja)
Prowincja Denizli (tur. Denizli ili) – jednostka administracyjna w zachodniej Turcji (Region Egejski – Ege Bölgesi).

## Dystrykty

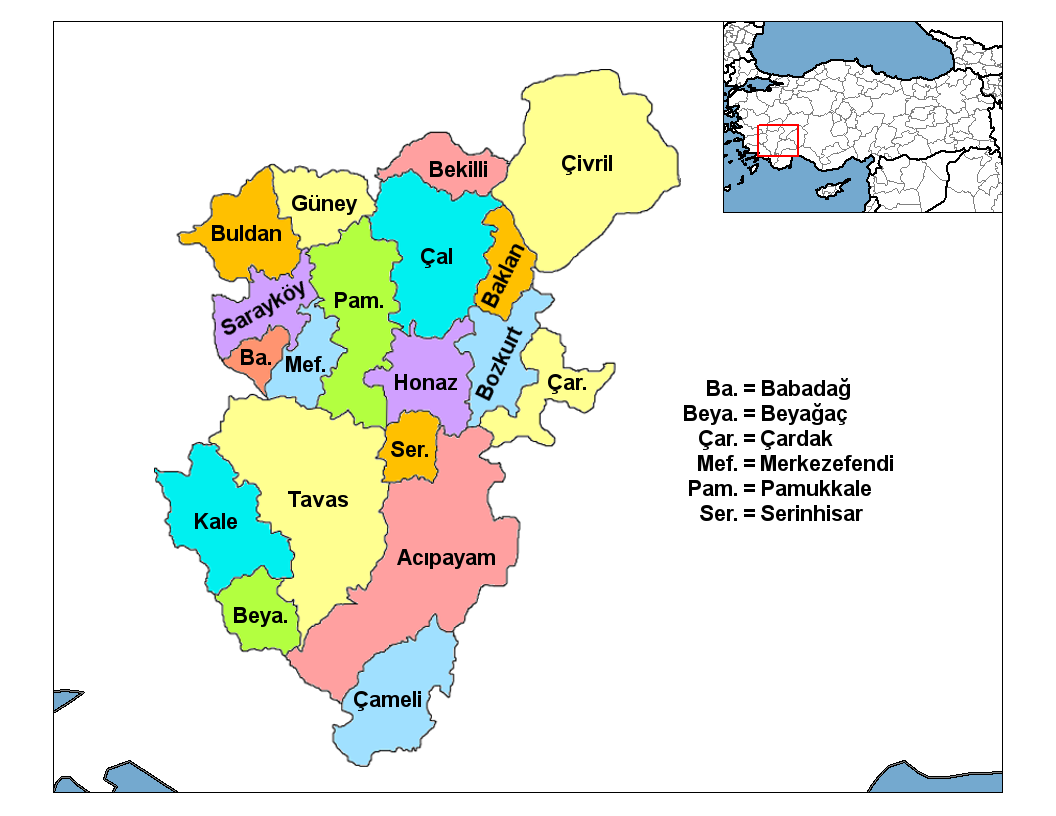
Dystrykty w prowincji Denizli

Prowincja Denizli dzieli się na dziewiętnaście dystryktów:
| - Acıpayam - Akköy - Babadağ - Baklan - Bekilli - Beyağaç - Bozkurt - Buldan - Çal - Çameli | - Çardak - Çivril - Denizli - Güney - Honaz - Kale - Sarayköy - Serinhisar - Tavas |